# 约翰·皮科克
约翰·安德鲁·皮科克，FRS，FRSE （1956年3月27日—），男，英国宇宙学家，天文学家，爱丁堡大学的宇宙学教授。2014年邵逸夫奖的联合获奖者。

## 生平
1956年3月27日，皮科克出生于英格兰多塞特郡的沙夫茨伯里。他曾在剑桥大学耶稣学院学习自然科学，1977年毕业并获得一级文学学士学位。之后在剑桥大学卡文迪许实验室攻读研究生，师从M. S. Longair和J. V. V. Wall。1981年获得博士学位，论文题为《河外射电源的射电谱和宇宙学演化》（The radio spectra and cosmological evolution of extragalactic radio sources）。
1998年起担任爱丁堡大学宇宙学教授。

## 家庭
父亲亚瑟·皮考克，母亲伊泽贝尔·皮考克。
妻子希瑟是护士和医学教育者。1982年两人结婚。育有三个子女：邓肯（1986年出生），伊莫金（1989年出生）以及索菲（1991年出生）。

## 奖项和荣誉

### 奖项
2014年，他因在测量星系大尺度结构上的贡献（包括重子声学振荡和红移空间畸变）与丹尼尔·爱森斯坦、肖恩·科尔共同获得邵逸夫天文学奖。

### 荣誉
2006年, 当选为爱丁堡皇家学会会员（FRSE）。
2007年, 当选为皇家学会会员（FRS）。